# Ținutul Crișuri
Il Ținutul Crișuri era uno dei 10 Ținut, suddivisione amministrativa di primo livello,  in cui era diviso il Regno di Romania.
Comprendeva parte della Transilvania, l'intera Crișana e il Maramureș. Il nome deriva dal fiume Crișul Alb e la capitale era la città di Cluj-Napoca
Venne istituito nel 1938 a seguito della riforma amministrativa di stampo fascista attuata dal Re Carlo II di Romania.

## Distretti incorporati
I distretti vennero soppressi. I 7 che componevano il Ținutul Argeș erano i seguenti:
- Distretto di Bihor
- Distretto di Cluj
- Distretto di Maramureș
- Distretto di Satu Mare
- Distretto di Sălaj
- Distretto di Someș
- Distretto di Turda

## Stemma
Lo stemma è composto da 7 bande, 4 rosse e 3 azzurre rappresentanti i distretti compresi nella regione. Una testa di toro nera spicca nel centro dello stemma e rappresenta Dragoș di Moldavia, già presente nello stemma della Moldavia

## Soppressione del Ținut
Con l'inizio della seconda guerra mondiale parte del territorio venne perso a favore dell'Ungheria